# Sedfrey Ordoñez
Sedfrey Ordoñez (1 september 1921 - 18 november 2007) was een Filipijns jurist, minister en diplomaat. Ordoñez was van 1987 tot 1990 minister van justitie in het kabinet van Corazon Aquino

## Levensloop en carrière
Ordoñez volgde opleidingen aan het college of liberal arts en rechten aan de University of the Philippines van 1940 tot 1941. Hij behaalde zijn Bachelor-diploma rechten na de Tweede Wereldoorlog, in 1948, aan de Manuel L. Quezon University. Zijn Master-diploma behaalde hij zes jaar later aan de Philippine Law School.
Ordoñez was mede-eigenaar en partner van het advocatenkantoor Salonga, Ordoñez and Yap Law Office van 1953 tot 1986. Van 1950 tot 1986 gaf hij ook college aan diverse universiteiten. In 1970 werd Ordoñez namens het 2e kiesdistrict van Nueva Ecija gekozen tot afgevaardigde op de Constitutionele Conventie ten behoeve van het opstellen van de nieuwe Filipijnse Grondwet, die uiteindelijk in 1972 van kracht werd. 
In 1986 was Ordoñez Solicitor General (landsadvocaat) van de Filipijnen. Het jaar erop werd hij op 13 maart benoemd tot minister van jusititie in het kabinet van president Corazon Aquino. Deze functie bekleedde hij tot 2 januari 1990. Aansluitend werd hij benoemd als ambassadeur van de Filipijnen bij de Verenigde Naties. Na zijn twee jaar durende periode als ambassadeur was hij van 1992 tot 1995 voorzitter van de commissie voor de mensenrechten in de Filipijnen. Ook vervulde hij nog diverse maatschappelijke functies.
Ordoñez overleed op 18 november 2007 in het Makati Medical Center aan de gevolgen van een beroerte